# Sistema de cohetes de artillería TOROS
El sistema de cohetes de artillería TOROS (turco: Topçu Roket Sistemi; pronunciación turca: [topˈtʃu], literalmente "Artillero") es un sistema de lanzacohetes múltiple de artillería de cohetes turco que se ha desarrollado en calibres de 230 y 260 mm. El sistema fue desarrollado por TÜBİTAK-SAGE y es utilizado por el ejército turco. Los cohetes de mayor calibre tienen un alcance máximo de 110 km (68 millas) y entregan una ojiva de fragmentación altamente explosiva de 145 kg (320 lb) que contiene 30.000 bolas de acero. Está desarrollado por la industria de defensa turca.